# Gâprée
Gâprée és un municipi francès situat al departament de l'Orne i a la regió de Normandia. L'any 2007 tenia 138 habitants.

## Demografia

### Població
El 2007 la població de fet de Gâprée era de 138 persones. Hi havia 60 famílies de les quals 12 eren unipersonals (8 homes vivint sols i 4 dones vivint soles), 20 parelles sense fills, 16 parelles amb fills i 12 famílies monoparentals amb fills.
La població ha evolucionat segons el següent gràfic:
Habitants censats

### Habitatges
El 2007 hi havia 85 habitatges, 60 eren l'habitatge principal de la família, 21 eren segones residències i 4 estaven desocupats. 80 eren cases i 4 eren apartaments. Dels 60 habitatges principals, 47 estaven ocupats pels seus propietaris i 13 estaven llogats i ocupats pels llogaters; 4 tenien dues cambres, 12 en tenien tres, 19 en tenien quatre i 25 en tenien cinc o més. 40 habitatges disposaven pel capbaix d'una plaça de pàrquing. A 31 habitatges hi havia un automòbil i a 25 n'hi havia dos o més.

### Piràmide de població
La piràmide de població per edats i sexe el 2009 era:
| Homes | Edats   | Dones |
| ----- | ------- | ----- |
| 0     | 95 o +  | 0     |
| 0     | 90 a 94 | 0     |
| 0     | 85 a 89 | 0     |
| 0     | 80 a 84 | 0     |
| 0     | 75 a 79 | 4     |
| 4     | 70 a 74 | 0     |
| 16    | 65 a 69 | 16    |
| 4     | 60 a 64 | 4     |
| 12    | 55 a 59 | 8     |
| 12    | 50 a 54 | 4     |
| 0     | 45 a 49 | 4     |
| 4     | 40 a 44 | 0     |
| 4     | 35 a 39 | 4     |
| 4     | 30 a 34 | 0     |
| 8     | 25 a 29 | 0     |
| 0     | 20 a 24 | 16    |
| 0     | 15 a 19 | 8     |
| 4     | 10 a 14 | 0     |
| 0     | 5 a 9   | 0     |
| 0     | 0 a 4   | 4     |

## Economia
El 2007 la població en edat de treballar era de 87 persones, 66 eren actives i 21 eren inactives. De les 66 persones actives 55 estaven ocupades (31 homes i 24 dones) i 11 estaven aturades (2 homes i 9 dones). De les 21 persones inactives 10 estaven jubilades, 6 estaven estudiant i 5 estaven classificades com a «altres inactius».

### Ingressos
El 2009 a Gâprée hi havia 60 unitats fiscals que integraven 140 persones, la mediana anual d'ingressos fiscals per persona era de 17.448 €.

### Activitats econòmiques
Dels 8 establiments que hi havia el 2007, 1 era d'una empresa extractiva, 2 d'empreses de construcció, 2 d'empreses de comerç i reparació d'automòbils, 1 d'una empresa de serveis, 1 d'una entitat de l'administració pública i 1 d'una empresa classificada com a «altres activitats de serveis».
Dels 2 establiments de servei als particulars que hi havia el 2009, 1 era un paleta i 1 electricista.
L'any 2000 a Gâprée hi havia 18 explotacions agrícoles que ocupaven un total de 540 hectàrees.

## Poblacions més properes
El següent diagrama mostra les poblacions més properes.